# Agathon von Athen
Agathon von Athen (altgriechisch Ἀγάθων Agáthōn; * um 448 v. Chr.; † um 400 v. Chr.) war ein antiker griechischer Tragödiendichter.
Agathons Vater war der reiche Athener Tisamenos. Der Dichter war ein Freund des Euripides und Platons. Platon verewigte das Gastmahl, mit dem Agathon seinen ersten dramatischen Sieg 417 feierte, durch sein Symposion. Mit Euripides zusammen hielt sich Agathon am Hof des Königs Archelaos I. von Makedonien auf. Dort ist er anscheinend um 402 gestorben.
Agathon führte mancherlei rhythmische und musikalische Neuerungen ein. Er war auch der Erste, der in seiner Tragödie Anthos (Die Blume) den Stoff nicht aus der Mythengeschichte nahm, sondern Handlung und Personen zu erdichten wagte. In seinem Stil hatte er den Sophisten Gorgias zum Vorbild.
Von seinem literarischen Werk sind lediglich wenige fragmentarische Verse erhalten. Erwähnt wird er als Preisträger eines Tragödienwettstreites während der Dionysosfeste in Athen in Platons Symposion.
Wieland hat ihn zum Helden seines Romans Agathon gemacht.

## Textausgaben
- August Nauck (Hrsg.): Tragicorum Graecorum fragmenta. 2. Auflage. Teubner, Leipzig 1889, S. 763–769 (archive.org).